# Jerome Steinert
Jerome Steinert (6 de novembro de 1883 — outubro de 1966) foi um ciclista olímpico estadunidense. Representou sua nação nos Jogos Olímpicos de Verão de 1912.